# Polypogon (bướm đêm)
Polypogon là một chi bướm đêm thuộc họ Erebidae. In the past, Zanclognatha species were included in Polypogon.

## Các loài
- Polypogon caffrarium 	(Möschler, 1883)
- Polypogon fractale 	(Guenée, 1854)
- Polypogon gryphalis Herrich-Schäffer, 1851
- Polypogon limieri 	(Guillermet, 2004)
- Polypogon lunalis Scopoli, 1763
- Polypogon malhama 	(Hacker, 2011)
- Polypogon plumigeralis (Hübner, 1825)
- Polypogon saldaitis 	(Hacker, 2011)
- Polypogon strigilatus Linnaeus, 1758
- Polypogon tentacularia Linnaeus, 1758
- Polypogon yemenitica 	(Hacker, 2011)
- Polypogon zammodia 	(Bethune-Baker, 1911)
- Polypogon zelleralis Wocke, 1850

## Hình ảnh

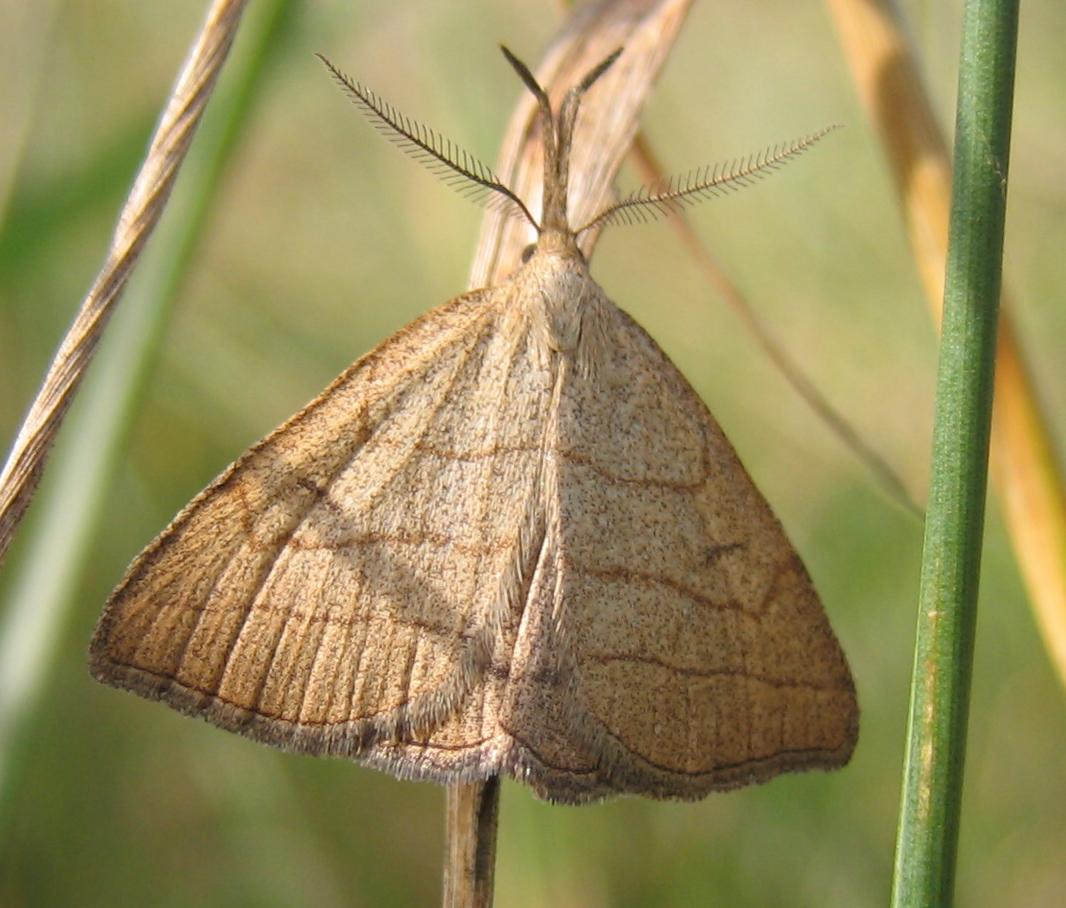
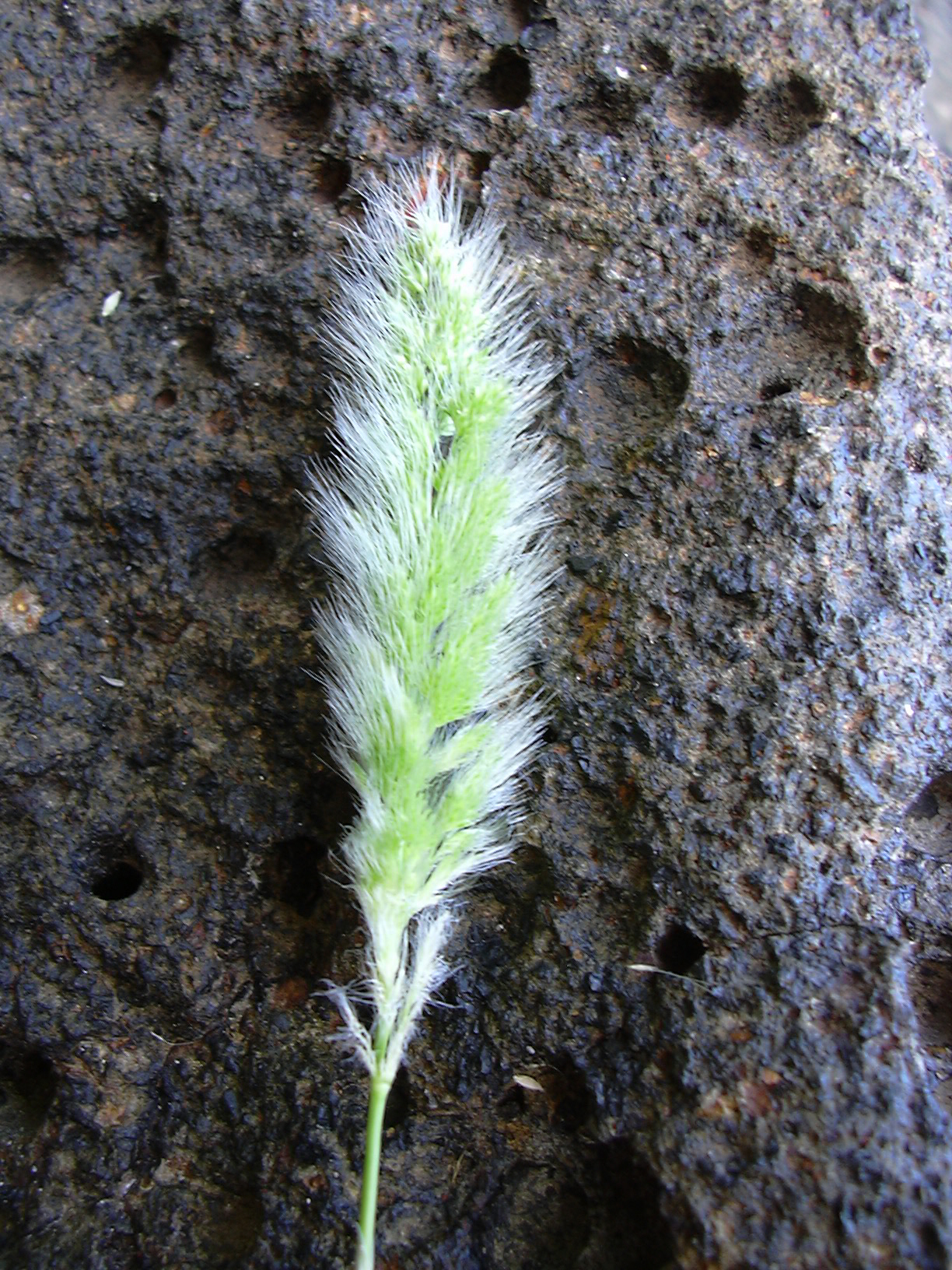
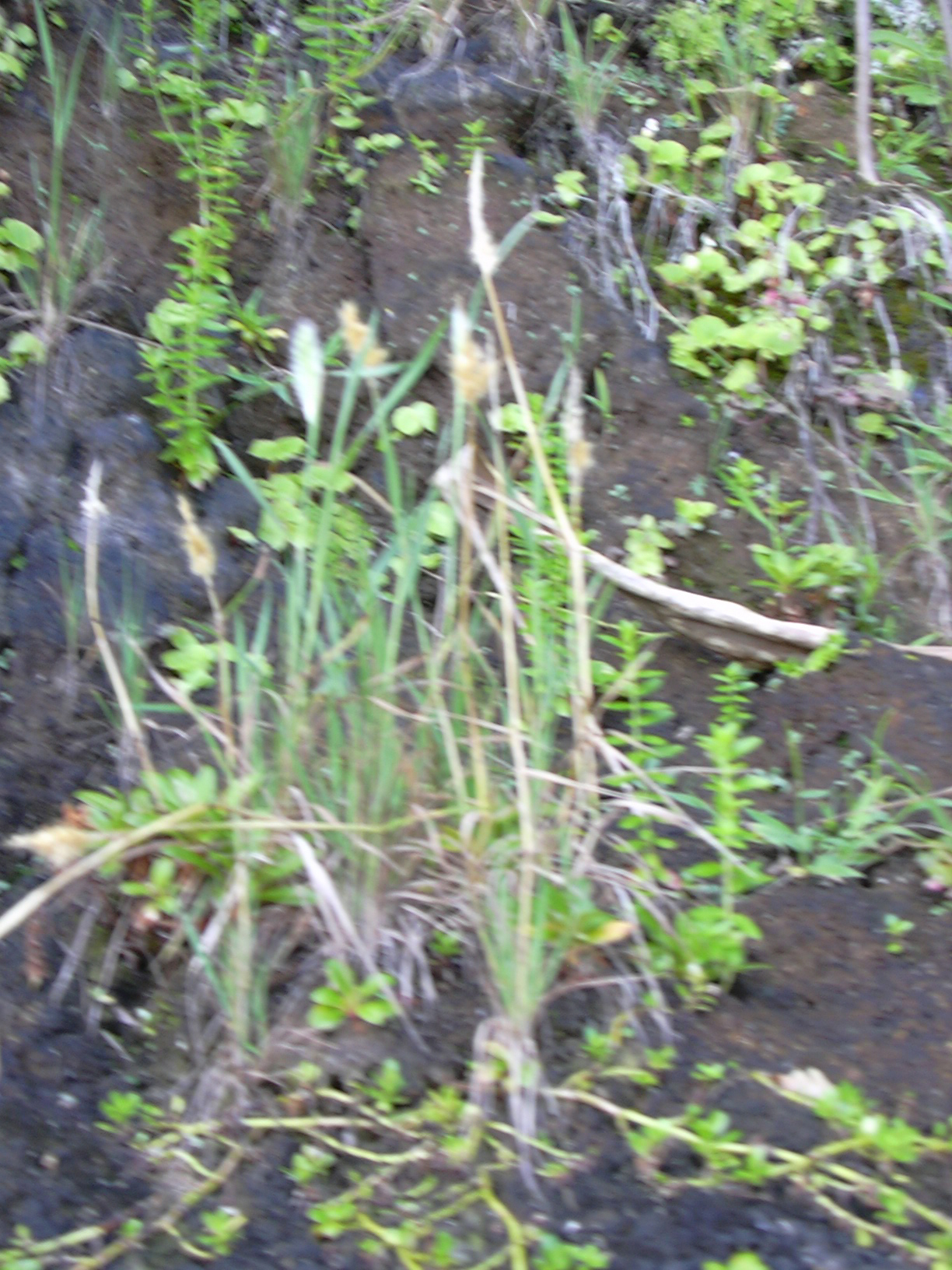
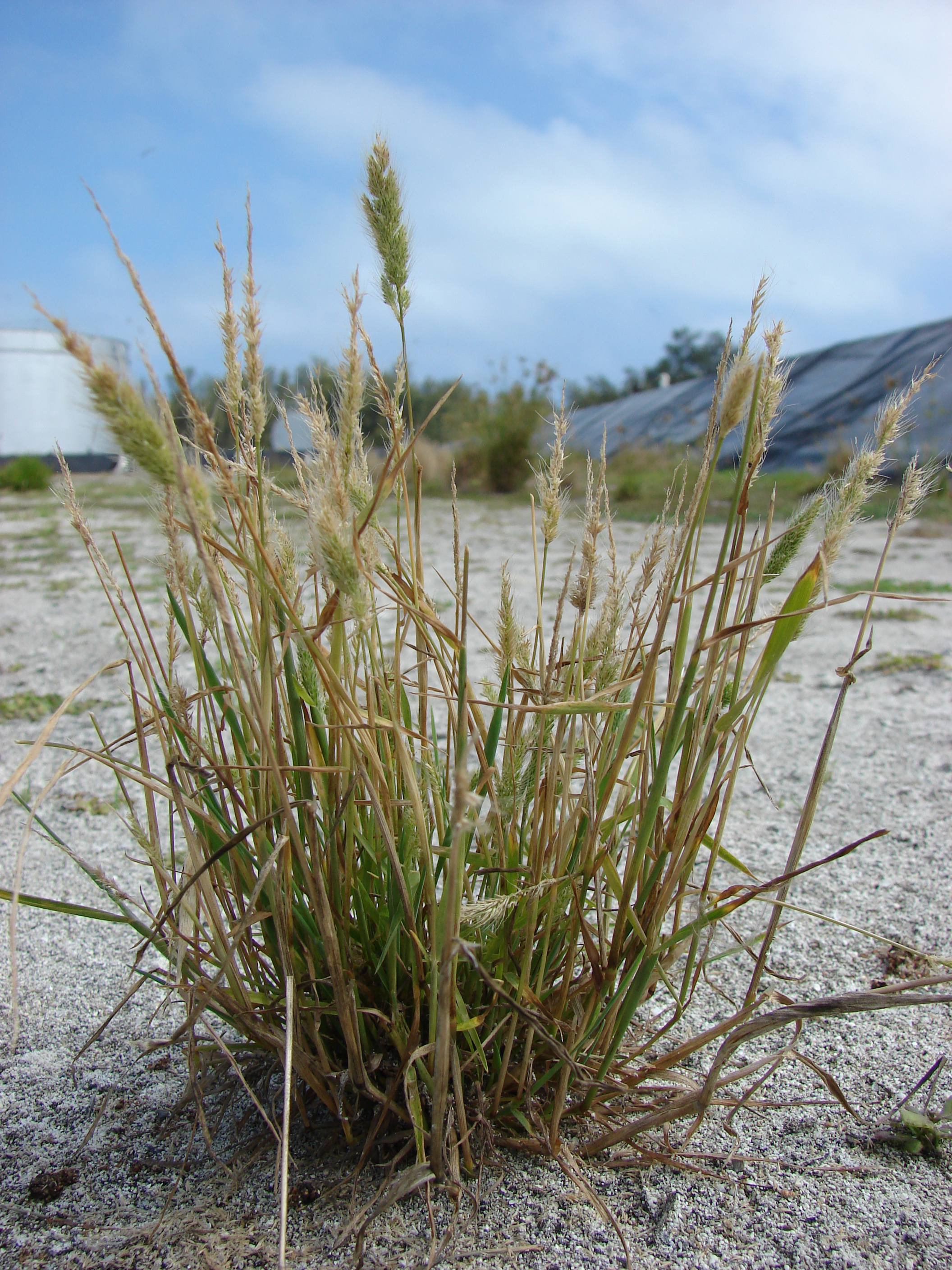